# Atlantic Records
 (juillet 2025).
Si vous disposez d'ouvrages ou d'articles de référence ou si vous connaissez des sites web de qualité traitant du thème abordé ici, merci de compléter l'article en donnant les références utiles à sa vérifiabilité et en les liant à la section « Notes et références ».
Pour les articles homonymes, voir Atlantic et Records.
Atlantic Records ou Atlantic Recording Corporation, est un label discographique américain créé en septembre 1947 faisant partie d'Atlantic Group et racheté par Warner Music Group, en 1967. L'entreprise est à l'origine du rhythm and blues populaire des années 1950.

## Histoire
Atlantic Records est créé en septembre 1947 à New York par Ahmet Ertegün associé à Herb Abramson. Ahmet vient de travailler un an et demi dans un magasin de disques. Ils montent l'entreprise avec la somme de 10 000 dollars empruntés à un dentiste.
La compagnie produit d'abord du jazz (Erroll Garner) et du blues. Le titre Drinkin' Wine Spo-Dee-O-Dee de Stick McGhee est un des premiers succès de la firme. Jerry Wexler, ancien journaliste au Billboard, est engagé comme producteur, puis devient directeur en 1953. C'est lui qui est à l'origine de l'expression « rhythm and blues » créée pour remplacer le terme péjoratif de « Race Music ».
Ahmet Ertegün sera aussi assisté à la direction d'Atlantic Group par son frère Nesuhi, celui-ci favorisant surtout l'essor du catalogue de jazz. Les frères Ertegün seront également par leurs influences et leurs relations les précieux soutiens de Claude Nobs lorsqu'il fondera le Montreux Jazz Festival en 1967. Ils se lieront suffisamment d'amitié avec l'organisateur pour lui proposer d'assurer la direction de la filiale WEA pour la Suisse.
Abramson prend la direction de la filiale Atco Records créée en 1955, où Big Joe Turner et King Curtis enregistrent leurs premiers disques. C'est LaVern Baker et Ray Charles qui sont alors les grandes vedettes de la maison mère. Le recrutement en 1956 du duo d'auteurs-compositeurs Jerry Leiber et Mike Stoller par Wexler amplifie encore ce succès. Grâce à leur talent, près d'un titre sur quatre se classe dans les dix premiers du classement RnB. Ils signent nombre de tubes pour les Drifters ou The Coasters.
Dans les années 1950 et 1960, la société est devenue l'un des acteurs majeurs dans l'édition de disques de rhythm and blues, de musique soul et de jazz avec des artistes tels que Ray Charles, Champion Jack Dupree, Roberta Flack, Aretha Franklin, Erroll Garner, Ben E. King, Booker T. and the M.G.'s, Percy Sledge, Wilson Pickett, Bobby Darin, Thelonious Monk, Duke Ellington, Gil Evans, Dizzy Gillespie, Keith Jarrett, John Coltrane ou Charles Mingus. De plus, ils distribuent les disques du petit label de Memphis, Stax Records, où l'on trouve notamment Otis Redding et Sam & Dave. Wexler débute aussi une collaboration avec les studios de Fame de Muscle Shoals, Alabama. De 1969 à 1972, elle distribue également le label de jazz Flying Dutchman.
Atlantic s'ouvre également au rock et à la pop avec Sonny and Cher, Vanilla Fudge, Iron Butterfly, Buffalo Springfield ou Crosby, Stills, Nash and Young, puis The Pointer Sisters, Led Zeppelin et King Crimson en 1969, Yes, Emerson, Lake and Palmer, AC/DC, Foreigner, Ringo Starr (uniquement aux États-Unis, Polydor en Europe), Billy Cobham, et Dire Straits dans les années 1970. En 1971, la compagnie distribue dans le monde entier les disques des Rolling Stones et des Cream. Depuis 1981, Phil Collins est un des plus fameux artistes à publier des disques sous le label.
Le 14 mai 1988 a lieu au Madison Square Garden de New York un gigantesque concert-marathon de douze heures où se produisent les principaux artistes de la firme, avec une reformation exceptionnelle de Led Zeppelin comme clou du spectacle.

### Rachat
Atlantic Records est rachetée par Warner Communications Inc. en 1967. Elle sera le « A » du sigle WEA (Warner-Elektra-Atlantic). Elle est intégrée en 2004 au Atlantic Group qui est également dirigé par Ahmet Ertegün. Le fondateur du label, Ahmet Ertegün, est décédé le 15 décembre 2006, à la suite d'un coma survenu en octobre après un accident au concert des Rolling Stones. Led Zeppelin a donné, à l'O2 Arena de Londres le 10 décembre 2007, un concert de réunion en son honneur[réf. nécessaire].

## Discographie
- 1987 : Atlantic Rhythm 'n' Blues, Jazz and Blues, coffrets édités pour les 40 ans d'Atlantic